# France Bučar
France Bučar, slovenski pravnik in politik, * 2. februar 1923, Bohinjska Bistrica, † 20. oktober 2015.
Bučar, pogosto označen za »starosto slovenske politike«, velja za enega od očetov samostojne Slovenije. 25. junija 1991 je kot takratni predsednik Skupščine Republike Slovenije skladno z rezultati plebiscita formalno razglasil samostojnost države. Skupaj s Petrom Jambrekom je bil tudi glavni avtor prve slovenske ustave.

## Življenjepis
Kot študent se je med drugo svetovno vojno najprej kot aktivist OF nato pa kot partizan pridružil NOB (1.9.1941 – 15.5.1945), zaradi česar ga je aretirala italijanska okupacijska oblast in poslala v taborišče Gonars. Po več selitvah so ga poslali v Tretji rajh, vendar je med prevozom pobegnil, se vrnil v Slovenijo in vstopil v Kokrški odred OF.
Takoj po vojni je deloval v KNOJ in Ozni, nato je petnajst let služboval v državnih uradih in po tistem kot akademik na ljubljanski Pravni fakulteti.
- 16.5.1945 – 10.10.1946: ministrstvo za notranje zadeve LRS,
- 30.10.1946 – 10.8.1947: ministrstvo za finance LRS,
- 1.4.1949 – 30.4.1952: nižji pravni referent v oddelku  za zakonodaje LRS,
- 1.5.1952 – 10.1.1953: višji pravni referent sekretariata za personalne službe LRS,
- 11.1.1953 – 31.1.1953: svet za izgradnjo ljudske oblasti,
- 1.2.1953 – 2.7.1956: svetnik Izvršnega sveta Ljudske skupščine LRS,
- 3.7.1956 – 31.5.1957: državni sekretariat za blagovni promet FLRJ,
- 1.6.1957: poslanec  Ljudske skupščine LRS.

V 60. letih je začel predavati na Pravni fakulteti Univerze v Ljubljani in se tam 1967 tudi redno zaposlil in postal predstojnik Katedre za javno upravo.
V 1970. letih je razburil oblast s kritičnimi idejami, zlasti s knjigo Podjetje in družba, ki je bila proglašena za protisocialistično, zato je bil po letu 1976 odstranjen z univerze in imel naslednje desetletje sloves oporečnika.  
Prvič se je v slovenski politični prostor močneje vpisal ob ustanavljanju Nove revije in njeni 57. številki 1987. Januarja 1988 je nastopil pred Skupino za vzhodno in osrednjo Evropo Evropskega parlamenta v Strasbourgu, kjer je kritiziral nomajno podporo jugoslovanski vladajoči politiki. Ob procesu proti četverici je postal tudi član Kolegija Odbora za varstvo človekovih pravic.
Leta 1989 je soustanovil Slovensko demokratično zvezo in z njo kot del koalicije DEMOS zmagal na prvih demokratičnih volitvah v Sloveniji. Bil je predsednik Skupščine Republike Slovenije v mandatu 1990–92 in tako ena vodilnih osebnosti procesa osamosvojitve Slovenije. Leta 1992 je bil kot kandidat Demokratske stranke (katere član je bil že od razkola v SDZ 1991) izvoljen v 1. državni zbor Republike Slovenije. V tem mandatu (trajal je do 1996, ko so Demokrati izpadli iz parlamenta), je bil član naslednjih delovnih teles:
- Komisija za nadzor nad delom varnostnih in obveščevalnih služb (predsednik),
- Odbor za mednarodne odnose in
- Odbor za obrambo.

Leta 1994 je neuspešno kandidiral na lokalnih volitvah za župana Ljubljane, po koncu poslanskega mandata pa se je njegovo aktivno politično delovanje končalo. V politiko se je poskušal vrniti leta 2002 kot kandidat na volitvah za predsednika republike, a prejel zanemarljiv delež glasov.
Namesto tega se je posvetil publicistiki in izdal več knjig. Bil je tudi predsednik Slovenskega panevropskega gibanja.
Dobil je najvišje odlikovanje Republike Slovenije, red za izredne zasluge. Bil je tudi prejemnik priznanja Orden zaslug za narod  III. stopnje
Umrl je zvečer 20. oktobra 2015. Pokopan je bil 23. oktobra 2015 na pokopališču v Bohinjski Bistrici z vojaškimi častmi.
V aleji ob slovenskem parlamentu mu je bil odkrit kip.
Ali Žerdin je po njegovi smrti izdal knjigo France Bučar (2015), Rosvita Pesek je napisala monografijo Bučar (2016, 657 strani), Miha Velkavrh je napisal knjigo Moja leta z dr. Francetom Bučarjem v Slovenskem panevropskem gibanju (2019), izšel pa je tudi zbornik - znanstvena monografija France Bučar med politiko in pravom (ur. Jure Gašparič, Slovenska matica, 2024).

## Dela
Od leta 1960 do svoje smrti je napisal več knjig s politično in ekonomsko-pravno vsebino, kot so:
- Naš bodoči razvoj, Ljubljana, 1961
- Pot napredka, Ljubljana, 1961
- Kakšen gospodarski razvoj?, Ljubljana, 1963
- Podjetje in družba, Ljubljana, 1972
- Upravljanje, Ljubljana, 1981
- Resničnost in utvara, Maribor, 1986
- Usodne odločitve, Ljubljana, 1988
- Prehod čez rdeče morje (izbor člankov), Ljubljana, 1993
- Ujetniki preteklosti, Ljubljana, 1993
- Slovenija in evropski izzivi, Ljubljana, 1996
- Demokracija in kriza naših ustavnih inštitucij, Ljubljana, 1998
- Porušena harmonija sveta, Dob, 2003
- Na novih razpotjih, Celje, 2006
- Rojstvo države: izpred praga narodove smrti v lastno državnost, Radovljica, 2007
- Slovenci in prihodnost, Radovljica, 2008
- Čas velikih sprememb, Radovljica, 2011
- Temelji naše državnosti, Ljubljana, 2012
- Prelom, do katerega ni prišlo, Ljubljana, 2015

Nekaj teh del je tudi prevedenih, največ v angleščino.